# L'uomo che allevava i gatti
L'uomo che allevava i gatti è una raccolta di racconti dello scrittore cinese Mo Yan, Premio Nobel per la letteratura 2012.

## Racconti
Il vecchio fucile
Un uomo scopre di nascosto un assembramento di anatre selvatiche presso il fiume. Pulisce e rimette in funzione il vecchio fucile a avancarica che arrugginisce sul muro di casa da quando suo padre è morto, deciso a sparare agli uccelli per di rivincita contro il mondo. La polvere fa cilecca. L'uomo ripensa al padre, che si è sparato con quest'arma quando lui era bambino dopo aver picchiato un poliziotto, e alla nonna che con lo stesso fucile aveva sparato al nonno ubriacone.
Il fiume inaridito
Un bambino maldestro e con un pessimo profitto scolastico provoca un gravissimo incidente in cui viene coinvolta la figlia del vicino di casa; costui però è il segretario di Partito della brigata di lavoro, mentre la famiglia del bambino è stata contrassegnata dopo la rivoluzione come “contadini medio-ricchi” e ha bisogno per l'affermazione sociale di ottenere l'approvazione di qualcuno che abbia peso politico.
Il cane e l'altalena (白狗秋千架)
Un giovane insegnante d'università torna dopo dieci anni al villaggio natale e stenta a riconoscere Nuan, la compagna di giochi di quand'era bambino. Lui era presente quando lei perse un occhio cadendo dall'altalena. Nuan ha sposato un uomo muto e da lui ha avuto tre gemelli con la medesima menomazione, e ora è circondata dal silenzio. Prima che l'amico d'infanzia torni a Pechino, la giovane ha una richiesta speciale per lui.
Esplosioni
Il racconto più lungo della raccolta, per certi versi anticipa l'argomento del successivo romanzo Le rane. Avvertito che la moglie è incinta per la seconda volta, un regista torna a casa per costringerla a abortire. Sia la moglie che i genitori sono contrari perché la prima nata è una femmina, ma l'uomo è inamovibile dal momento che la sua posizione privilegiata di membro del partito sarebbe compromessa se disobbedisse alla regola del figlio unico. Trascina la moglie fino all'ambulatorio medico del piccolo ospedale, dove devono mettersi in coda perché è in corso un parto. Fuori dalla finestra, uomini e cani danno la caccia a una volpe, il cui destino è aggrappato a un filo come quello dell'embrione. Quando la moglie vede il neonato appena partorito, torna a fuggire dall'ambulatorio ma il marito la raggiunge e convince a tornare per l'interruzione di gravidanza.
Il neonato abbandonato
Tornato al paese in licenza, un soldato trova in un campo una neonata abbandonata e decide di salvarla malgrado l'ostilità della moglie e dei genitori. La moglie gli rimprovera di non riservare alla figlia le stesse attenzioni dedicate alla neonata sconosciuta. L'uomo si reca alla locale sede del partito, ma nessuno può aiutarlo e gli consigliano di allevare lui stesso la neonata. Prova a contattare una parente che lavora alla clinica ostetrica, pensando che possa trovare dei genitori adottivi, ma con scarsa fortuna.
Il tornado
Un giovane torna al paese d'origine in occasione del funerale del nonno, e rievoca la volta in cui fu sorpreso insieme a lui da un tornado improvviso, in aperta campagna. L'ultimo messaggio che ha lasciato il vecchio prima di morire è un pugno d'erba, ed è rivolto proprio a lui.
La colpa
Un bambino si reca insieme al fratellino minore al fiume, ma questi si tuffa per inseguire un fiore rosso e annega. Ripescato, gli abitanti del villaggio tentano in ogni modo di farlo riavere, spremendogli l'acqua dallo stomaco e sperando che torni a respirare. Il fratello maggiore viene colpevolizzato dai genitori.
Musica popolare
Hua Moli, la bella proprietaria divorziata di un ristorante in una cittadina di provincia accoglie un giorno a casa sua un giovane viandante cieco. La curiosità dei vicini è stimolata dal fatto che il giovane si installa a casa sua e vivono come amanti. Il viandante è anche un musicista che suona sia il flauto che altri strumenti, questo aumenta i clienti del ristorante suscitando la gelosia degli altri commercianti. Hua Moli propone al giovane cieco di sposarla.
L'uomo che allevava i gatti (養貓專業戶)
Daxiang è un bambino molto particolare, che sfodera con i compagni una ferocia ferina. Per qualche tempo emigra nel nordest del paese insieme al padre, poi torna a casa con l'intento di mettere su un allevamento di gatti. Diventa famoso per cacciare i topi dai villaggi, grazie a una torma di gatti addestrati tra i quali spicca un ocelot che un suo compagno di giochi d'infanzia ha portato a casa con sé dal servizio militare; congedato, il giovane assiste a una delle operazioni di Daxiang per derattizzare un villaggio, al limite tra l'ipnotismo e la magia.

## Edizioni
- Mo Yan, L'uomo che allevava i gatti, Einaudi, 2008, ISBN 978-88-06-19157-3.